# Mark Montgomery
Mark Allen Montgomery (* 1. April 1970) ist ein ehemaliger US-amerikanischer Basketballspieler.

## Laufbahn

### Spieler
Der 1,88 Meter große, aus dem US-Bundesstaat Michigan stammende Aufbauspieler war von 1988 bis 1992 als Student Mitglied der Basketballmannschaft der Michigan State University. Er machte sich insbesondere als Korbvorbereiter einen Namen, während seine Punktausbeute (5,3 pro Spiel) mittelmäßig blieb. In der Saison 1991/92 war er Mannschaftskapitän. Mit insgesamt 561 Korbvorlagen stand Montgomery zum Zeitpunkt seines Weggangs von der Universität auf dem zweiten Platz der ewigen Bestenliste der Hochschulmannschaft.
1992/93 stand er in der deutschen Basketball-Bundesliga bei der BG Stuttgart/Ludwigsburg unter Vertrag. In der Saison 1993/94 spielte er in Litauen für Vilniaus Statyba, den Vorläufer des BC Rytas. Zur Saison 1994/95 ging Montgomery in die Bundesliga und nach Ludwigsburg zurück. Für die BG gab er in der Bundesliga je Spiel im Schnitt 4,5 Korbvorlagen und war damit ligaweit der zweitbeste Spieler in dieser Kategorie. Montgomery wechselte in der Sommerpause 1995 zu Heta Skåne nach Schweden, spielte dort für Trainer Charles Brigham, der ihn 1992/93 auch in Ludwigsburg erst als Co-, dann als Cheftrainer betreut hatte.

### Trainer
Montgomery schlug in seinem Heimatland eine Trainerlaufbahn ein, ab 1997 arbeitete er als Assistenztrainer an der Central Michigan University. 2001 wechselte er an seine frühere Hochschule, die Michigan State University, dort gehörte er als Trainerassistent zum Stab von Tom Izzo. Montgomery blieb bis 2011 im Amt, in dieser Zeit stieß die Mannschaft drei Mal unter die besten Vier der NCAA-Endrunde vor. Im März 2011 trat Montgomery seinen Dienst als Cheftrainer der Northern Illinois University an.